# Foxes in the Snow
Foxes in the Snow è il decimo album in studio del cantautore americano Jason Isbell, pubblicato il 7 marzo 2025 su Southeastern. Prodotto da Isbell e Gena Johnson, l'album è stato registrato in cinque giorni agli Electric Lady Studios di New York ed è il primo album acustico solista di Isbell. L'album è anche il primo di Isbell dal suo debutto, Sirens of the Ditch (2007), a non includere alcun membro della sua band di supporto, The 400 Unit.
Preceduto dai singoli Bury Me e Foxes in the Snow, i testi dell'album sono in parte influenzati dal divorzio di Isbell da Amanda Shires, sua moglie da undici anni ed ex compagna di band, mentre trae ispirazione anche da una nuova relazione con l'artista Anna Weyant, che ha creato la copertina dell'album.

## Tracce
1. Bury Me – 3:02
2. Ride to Robert's – 4:25
3. Eileen – 3:28
4. Gravelweed – 3:20
5. Don't Be Tough – 3:24
6. Open and Close – 2:55
7. Foxes in the Snow – 3:20
8. Crimson and Clay – 3:02
9. Good While It Lasted – 4:03
10. True Believer – 3:46
11. Wind Behind the Rain – 3:10